# 江山文庙
江山文庙位于中国浙江省衢州江山市双塔街道中山路人民武装部内，始建年代不详，原在县署东侧，今县河东路新闻信息中心内，最早可考为南宋绍兴十四年（1144）重修。元初毁于战乱，至元十一年（1274）达鲁花赤马合马于县署西侧今址重建，即今江山市政府西侧人民武装部范围内。后建筑屡毁屡建，民国十七年（1928）改为民众教育馆，民国三十一年（1942）侵华日军进攻江山时被焚烧殆尽，其后原址被改为公园，1949年后改为兵役局（今人民武装部前身）。
文庙布局原前庙后学，其中轴线上依次为牌坊式大门（额书“天开文运”）、文明池、屏墙（正面题“数仞之墙”，背面题“鲲跃天池”，文革时题字被黄泥覆盖并改为“毛主席万岁”，两侧设角门，分别额书“圣域”、“贤关”）、棂星门、泮池、戟门（东西分别为名宦祠、乡贤祠）、大成殿（前有东西庑）、崇圣祠和明伦堂（东西分别为教谕署、训导署）（图）。今建筑仅存屏墙与西侧的角门贤关门，周围有古银杏树12棵。